# Equação de Langevin
Em física estatística, uma equação de Langevin é uma equação diferencial estocástica que descreve o movimento de uma variável aleatória (e.g., a posição de uma partícula suspensa num liquido) quando sujeita a um potencial; geralmente, é este potencial que impõe a natureza aleatória ao sistema. Este potencial, normalmente, pode ser decomposto em duas componentes: um potencial estático (e.g., campo elétrico) e um potencial aleatório. Um exemplo típico do uso destas equações é o movimento browniano onde a variável aleatória é a posição de uma partícula embutida num banho térmico e o potencial é o efeito da temperatura do banho, ou seja, o efeito das colisões entre a partícula e as moléculas do banho térmico.

## Exemplos de equações de Langevin

#### Movimento browniano
A equação de Langevin original, desenvolvida por Paul Langevin, foi utilizada para descrever o movimento browniano. Neste processo, o movimento de uma partícula browniana de massa {\displaystyle m} e posição {\displaystyle {\boldsymbol {x}}(t)} é apenas uma consequência das colisões entre a partícula e as moléculas do meio envolvente. Estas colisões levam a dois efeitos. O primeiro, macroscópico, é conhecido como atrito viscoso e pode ser expresso como uma força {\displaystyle -\gamma {\boldsymbol {v}}(t)} onde {\displaystyle \gamma } é o coeficiente de amortecimento (próprio do meio envolvente) e {\displaystyle {\boldsymbol {v}}(t)={\dot {\boldsymbol {x}}}(t)} é a velocidade da partícula. O segundo efeito, estocástico, é uma força (ou ruído) {\displaystyle {\boldsymbol {\eta }}(t)} que se assume ser Gaussiana de media nula {\displaystyle \left\langle {\boldsymbol {\eta }}(t)\right\rangle ={\boldsymbol {0}}} , graças à lei dos grandes números, e função de correlação {\displaystyle \left\langle \eta _{i}(t)\eta _{j}(t')\right\rangle =2d\gamma mk_{B}T\delta _{ij}\delta (\left\vert t-t'\right\vert )} para todas as direções {\displaystyle i,j} do espaço de {\displaystyle d} dimensões onde {\displaystyle k_{\text{B}}} é a constante de Boltzmann e {\displaystyle T} é a temperatura do meio envolvente.
Aplicando a segunda lei de Newton obtemos:
onde {\displaystyle {\boldsymbol {a}}(t)={\ddot {\boldsymbol {x}}}(t)} é a aceleração da partícula.
Esta equação de Langevin pode ser integrada (por via de uma transformada de Laplace por exemplo):
Daqui podemos tirar varias conclusões, como por exemplo:
- {\displaystyle \left\langle {\boldsymbol {v}}(t)\right\rangle ={\boldsymbol {v}}_{0}e^{-\gamma t}+{\frac {1}{m}}\int _{0}^{t}d\tau \ e^{-\gamma (t-\tau )}\left\langle {\boldsymbol {\eta }}(\tau )\right\rangle ={\boldsymbol {v}}_{0}e^{-\gamma t}};

- {\displaystyle \left\langle {\boldsymbol {v}}^{2}(t)\right\rangle ={\boldsymbol {v}}_{0}^{2}e^{-2\gamma t}+{\frac {1}{m^{2}}}\int _{0}^{t}d\tau \int _{0}^{t}d\tau '\ e^{-2\gamma \tau }\left\langle {\boldsymbol {\eta }}(t-\tau ){\boldsymbol {\eta }}(t-\tau ')\right\rangle =\left({\boldsymbol {v}}_{0}^{2}-{\frac {dk_{\text{B}}T}{m}}\right)e^{-2\gamma t}+{\frac {dk_{\text{B}}T}{m}}};

note-se que quando o sistema se encontra em equilíbrio {\displaystyle (t\rightarrow \infty )} a velocidade média da partícula é nula e
este é o famoso resultado do teorema da equipartição (de energia) para a energia média de partículas num gás perfeito.

#### Circuito elétrico com ruido térmico
Outros sistemas podem ser tratados da mesma maneira tais como o ruido térmico numa resistência elétrica:
{\displaystyle L{\frac {dI(t)}{dt}}=-RI(t)+v(t).}

## Considerações adicionais
Existe uma conexão direta entre uma equação de Langevin e a equação de Fokker-Planck correspondente, geralmente facilitando a resolução do sistema. Porém, é preciso notar que nem todas as equações de Langevin têm uma equação de Fokker-Planck correspondente (por exemplo, se o ruído não for gaussiano).
Soluções numéricas alternativas podem ser obtidas mediante simulação de Monte Carlo. Outras técnicas têm também sido utilizadas, que se baseiam na analogia entre física estatística e mecânica quântica (por exemplo, a equação de Fokker-Planck pode ser transformada na equação de Schrödinger com uma transformação de variáveis).